# خبروتا
خبروتا، سازمانیست برای همجنس گرایان ارتدوکسی که از فرقه‌های صهیونیستی مذهبی ، دینی و مذهبی سابق، در اسرائیل هستند و توسط فارغ التحصیلان یشیوا و دانشجویان دوره مقدماتی قبل از سربازی تأسیس شده‌است.
این سازمان تلاش می‌کند تا همجنس گرایان، گرایش جنسی را بدون هویت مذهبی خود بپذیرند و برای این کار، انواع مختلفی از فعالیت‌های اجتماعی از جمله تورهای گروهی و شَبّات‌های دسته جمعی، در اورشلیم، تل آویو و حیفا به اجرا در می اورند.
این سازمان همچنین به بهانه گسترش بردباری و یکپارچگی اجتماع و جذب همجنس گرایان در جامعه مذهبی، مشغول به اجرا کردن کنفرانس‌های مذهبی ، انتشار خبرنامه، گفتگو با خاخام‌ها و مربیان می‌باشد . فعالیت‌های این سازمان به همکاری جامعه مذهبی همجنس گرایان، مدال افتخار دولت فرانسه را کسب کرده‌است.
این سازمان متعهد به نگهداری هلاخا و حفظ شخصیت‌های مذهبی است.